# オーギュスタン・ティエリ
ジャック・ニコラス・オーギュスタン・ティエリ（フランス語:Jacques Nicolas Augustin Thierry, 1795年5月10日 - 1856年5月22日）は、フランスブロワ出身の歴史家、ジャーナリスト。日本語では「ティエリー」とも表記する。
同国出身の歴史家ジュール・ミシュレと並んでフランスロマン主義の歴史家を代表する存在で、フランソワ＝オーギュスト・ミニェ、アドルフ・ティエール、プロスペル・ド・バラントらと並んでフランス復古王政時代に活躍した気鋭の歴史家としても名高い。また兄も歴史家のアメデ・シモン・ドミニク・ティエリである。
主にフランス史やメロヴィング朝の歴史研究で名高く、1833年に著された主著『メロヴィング王朝史話』は日本でもフランス文学者の小島輝正によって翻訳され、岩波書店から出版されている。

## 生涯
1795年5月10日、フランス第一共和政時代のブロワに生まれる。1811年にエコール・ノルマル（高等師範学校）に入学する。
1813年には芸術の学士号と芸術科学の学士号を修得し、コンピエーニュで人文科学を教える教授となったが、すぐパリに戻った。
エコール・ノルマル在学中に同国出身の思想家アンリ・ド・サン＝シモンの社会主義思想に傾倒し、サン＝シモンの秘書を務める傍ら自由主義派の新聞を執筆するジャーナリストとして働いた。
フランス復古王政の反動化に伴って歴史学に専念するようになる。1825年には『ノルマン人によるイギリス征服（Conquête de l'Angleterre par les Normands）』を発表し、体系的な叙述と精神彩ある文体で脚光を浴びた。
1827年に『フランス史への公開状（Lettres sur l'histoire de France）』を著して文献学派に抗議した。なお、この頃より同国出身の政治家フランソワ・ピエール・ギヨーム・ギゾーが提唱した自由主義を支援するようになり、フランス7月革命の推進力を与えた。
1830年7月に起きたフランス7月革命後、一時政府に登用されたが1832年には自身の書斎に戻ってそれ以来歴史の研究に没頭した。
1833年に主著『メロヴィング王朝史話（Récits des temps mérovingiens）』を著す。なお、西洋史学者の金沢誠は『メロヴィング王朝史話』を「フランス国民の必読書」と述べている。
1840年に『フランス史に関するいくつかの考察』を著し、1850年には『第三身分の歴史に関する試論』を著した。
1856年5月22日、フランスのパリで亡くなる。遺体はモンパルナス墓地に埋葬された。

## 日本語訳
- 小島輝正訳『メロヴィング王朝史話 上・下』（岩波文庫、1992年）